# Kościół Matki Bożej Różańcowej w Turynie
Kościół Matki Bożej Różańcowej w Turynie – rzymskokatolicki kościół parafialny zlokalizowany we wschodniej części włoskiego Turynu – Sassi, na zachodnich stokach wzgórza Superga, przy Piazza Giovanni dalle Bande Nere.

## Historia
W 1954 proboszcz kościoła św. Jana Chrzciciela, kanonik Francesco Vota, zakupił działkę o powierzchni 6.500 m² w centrum Sassi z zamiarem budowy kościoła, który zastąpić miałby starą i ciasną lokalną świątynię. W kwietniu 1963 Papieska Centralna Komisja ds. Sztuki Sakralnej we Włoszech (PCCASI) zatwierdziła projekt. Na budowę udzielono pożyczki państwowej. Prace budowlane rozpoczęto w 1965. W 1966 budowa została ukończona, a obiekt poświęcono 2 października 1966.

## Architektura
Kościół zaprojektował Giovanni Oreste Dellapiana. Kompleks zamknięty bramą obejmuje kościół, dom parafialny, podziemną kaplicę dla nabożeństw w dniach powszednich, przestrzeń pod kościołem służącą jako sala gimnastyczna oraz tereny zewnętrzne do działalności oratoryjnej. Fasada główna wychodzi na Piazza Giovanni dalle Bande Nere. Budynek świątyni jest trójnawowy, wolnostojący, na planie krzyża łacińskiego. Prowadzą doń kamienne schody. Elewacje wykończono dwukolorową okładziną kamienną w odcieniach szarości i różu. Konstrukcja opiera się na odsłoniętych ramach żelbetowych. Kryta jest stropami z elementów betonowych. Kopuła jest umieszczona na przecięciu nawy i transeptu i jest żelbetowa, oświetlona oknami na bębnie. Dach jest dwuspadowy, żelbetowy, kryty blachą. Wewnątrz zastosowano okładziny marmurowe, zarówno w posadzce, jak i na ścianach. Nawa główna zakończona jest prostą tylną ścianą. Wejście główne poprzedzone jest narteksem zdominowanym przez galerię.
Obszerną powierzchnię prezbiterium wyznacza podwyższona podłoga wykończona płytami marmurowymi w innym kolorze niż w nawie. Tabernakulum znajduje się w wydzielonym miejscu na prawym ramieniu transeptu i jest wykonane z brązu. Duży ołtarz stworzony został przez M. Caffaro Rore'a z Arezzo w 1981. Chrzcielnica znajduje się w lewym ramieniu transeptu i jest wyrzeźbiona z alabastru. Góruje nad nią figura Madonny z białego marmuru autorstwa G. Cantono.
Kaplica dolna znajduje się pod ziemią i jest zaprojektowana na planie prostokąta z przestrzenią prezbiterium wydzieloną marmurową balustradą. Dostęp do kaplicy jest niezależny od kościoła górnego. W tylnej ścianie znajduje się tabernakulum i wizerunek Madonny z Dzieciątkiem.